# Arquitectura Moderne

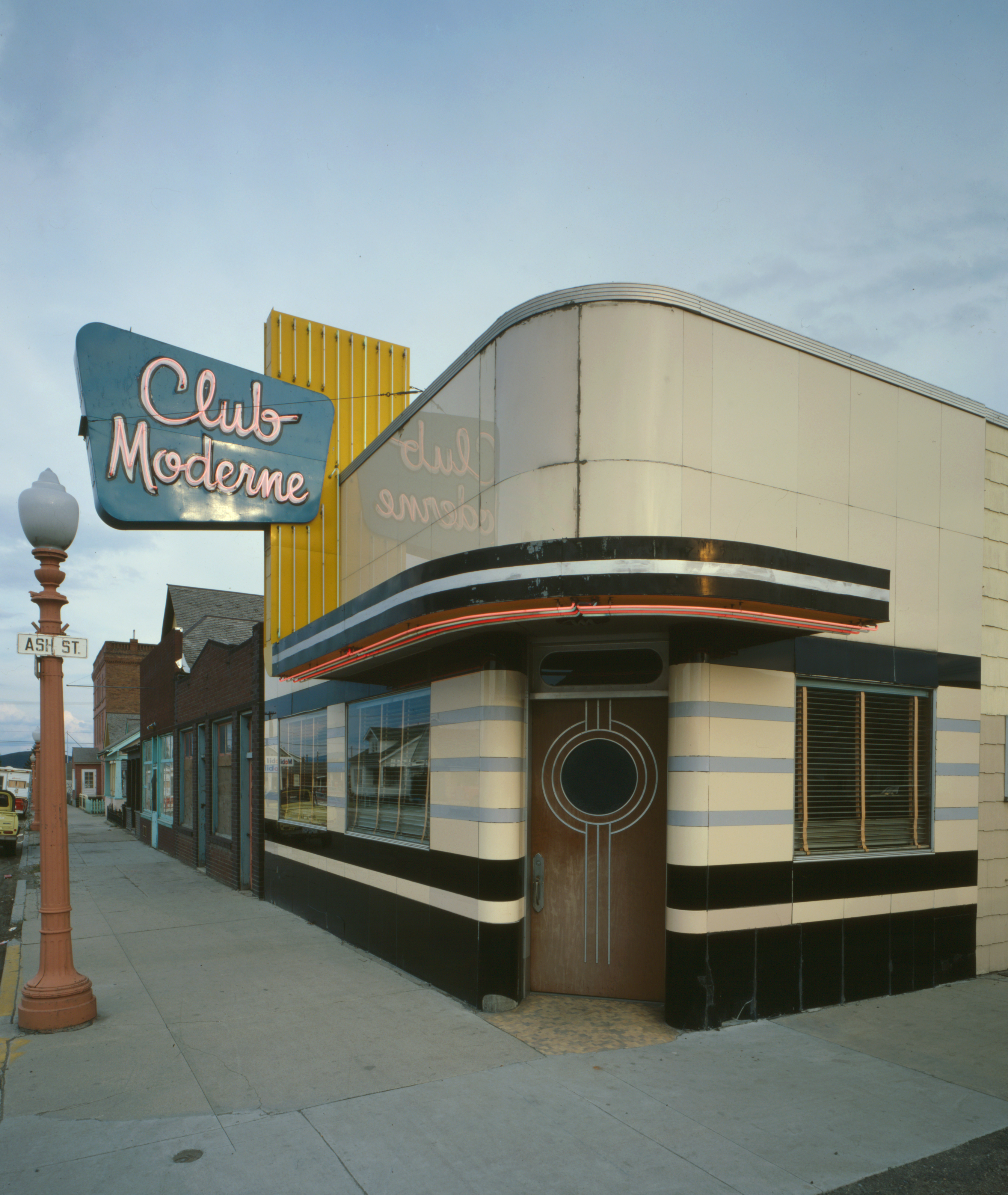
Club Moderne en Anaconda, Montana. Diseñado por Fred F. Willson, (1937).

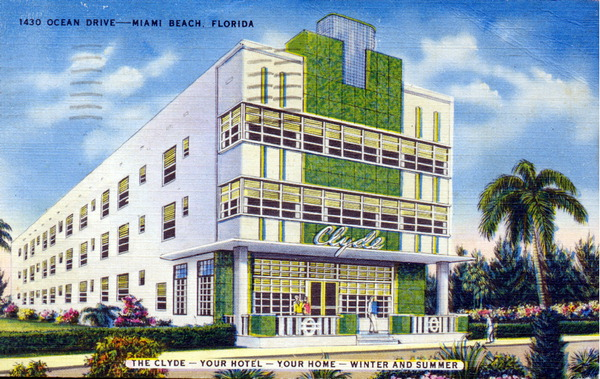
Postal del 1430 de Ocean Drive en Miami Beach, Florida, (1940).

La Arquitectura Moderne, también denominada a veces Style Moderne o simplemente Moderne, describe ciertos estilos de arquitectura populares desde 1925 hasta la década de 1940, principalmente en Estados Unidos.
Tiene expresión en estilos tradicionalmente clasificados como Art déco, Streamline moderne, PWA/WPA Moderne, refiriéndose a los programas de gastos estadounidenses como la Administración de Obras Públicas y Late Moderne. El historiador de la arquitectura Richard Guy Wilson caracterizó el estilo por la coexistencia ecléctica de "tradicionalismo y modernismo". El estilo de arquitectura Moderne aparece como un descriptor en la documentación de muchos edificios incluidos en el Registro Nacional de Lugares Históricos de los Estados Unidos.

## Streamline Moderne
Alguna arquitectura Moderne puede clasificarse como Streamline moderne, una evolución de la arquitectura Art Deco que alcanzó su punto máximo en popularidad c. 1937. Esto puede referirse a la arquitectura basada en tierra, como el Hotel Normandie, que muestra formas y estilos curvos, parecidos a barcos. Esto sigue a la adaptación basada en el agua del estilo decorativo y la arquitectura Art Deco a los barcos de pasajeros, como el SS Normandie. Otra arquitectura Streamline Moderne no refleja ningún tema de orientación marítima. Streamline moderne suele utilizar el color blanco.